# Радков (Октябрьский район)
Радков (бел. Радкоў) — деревня в Волосовичском сельсовете Октябрьского района Гомельской области Белоруссии.

## География

### Расположение
В 26 км на юго-восток от городского посёлка Октябрьский, 29 км от железнодорожной станции Рабкор (на ветке Бобруйск — Рабкор от линии Осиповичи — Жлобин), 256 км от Гомеля.

## Гидрография
На реке Тремля (приток реки Припять), на западе мелиоративные каналы.

## Транспортная сеть
Транспортные связи по просёлочной, затем автомобильной дороге Октябрьский — Озаричи. Планировка состоит из прямолинейной улицы, ориентированной с юго-востока на северо-восток, на востоке небольшой обособленный участок застройки. Жилые дома деревянные, усадебного типа.

## История
По письменным источникам известна с XIX века как деревня в Круковичской волости Речицкого уезда Минской губернии. В 1930 году организован колхоз «Путь Ленина», работала кузница. Во время Великой Отечественной войны в апреле 1942 года немецкие оккупанты сожгли 146 дворов и убили 120 жителей. В декабре 1943 года каратели убили еще 9 жителей (похоронены в могиле жертв фашизма на северной окраине деревни). 94 жителя погибли на фронте. Согласно переписи 1959 года в составе колхоза имени М. Горького (центр — деревня Дербин).

## Население

### Численность
- 2004 год — 8 хозяйств, 11 жителей.
- 2017 год — 4 двора и 4 жителя.

### Динамика
- 1897 год — 31 двор, 261 житель (согласно переписи).
- 1925 год — 96 дворов.
- 1940 год — 149 дворов, 750 жителей.
- 1959 год — 191 житель (согласно переписи).
- 2004 год — 8 хозяйств, 11 жителей.

## Известные уроженцы
- Н. Д. Бусел — заслуженный машиностроитель, лауреат Государственной премии Беларуси.
- Нина Манцевич (Игнатович) — соучредитель и совладелец крупнейшего белорусскоязычного периодического регионального издания Беларуси «Рэгіянальная газета». (Род. 19 августа 1958 г.)[1][нет в источнике]